# شارلوت بومونت
شارلوت بومونت (بالإنجليزية: Charlotte Beaumont)‏ هي ممثلة بريطانية، ولدت في 28 يوليو 1995 بواتفورد في المملكة المتحدة.

## أعمال

### أفلام
- (2012) ست رصاصات
- (2015) صعود جوبيتر[5][6][7]

## وصلات خارجية
- شارلوت بومونت على موقع IMDb (الإنجليزية)
- شارلوت بومونت على موقع ألو سيني (الفرنسية)
- شارلوت بومونت على موقع أول موفي (الإنجليزية)
- شارلوت بومونت على موقع قاعدة بيانات الفيلم (الإنجليزية)
- شارلوت بومونت على موقع كينوبويسك (الروسية)